# Tadas Ivanauskas

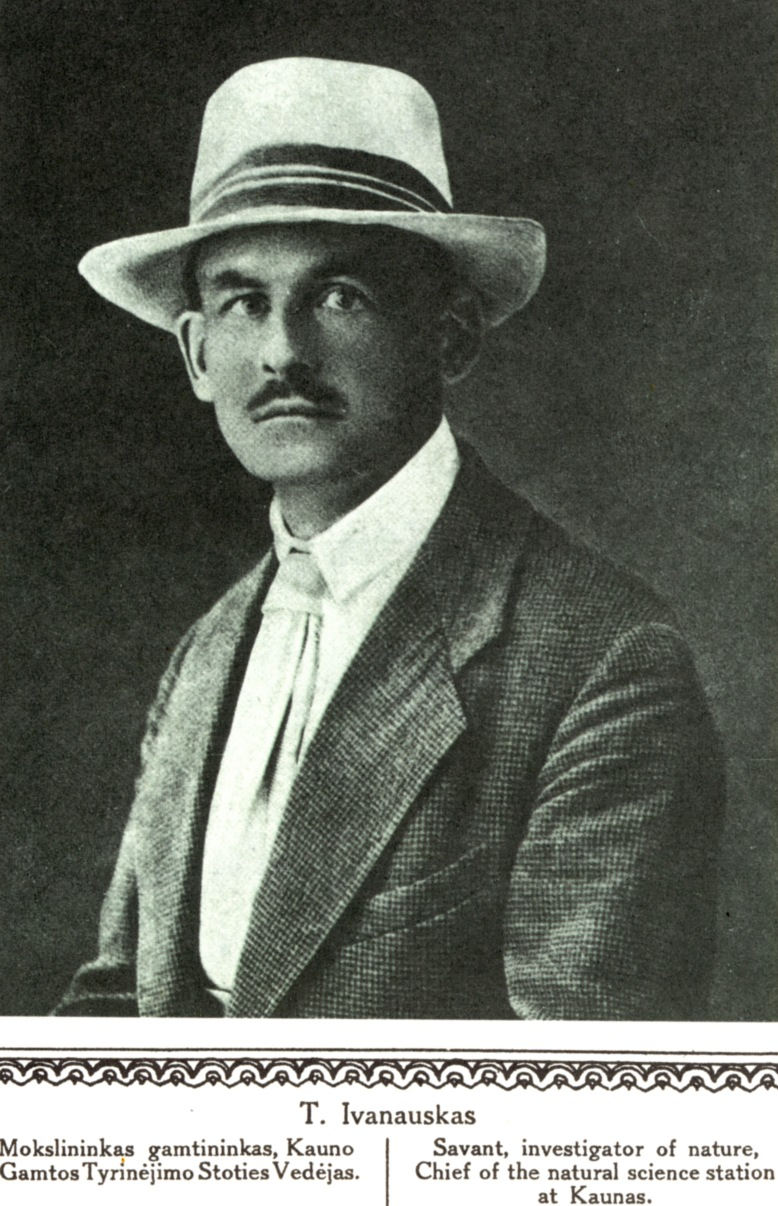
Tadas Ivanauskas

Tadas Ivanauskas (* 16. Dezember 1882 in Lebiodka, (heute Ljabjodka, Hrodsenskaja Woblasz, Belarus); † 1. Juni 1970 in Kaunas) war ein litauischer Biologe und einer der Gründer der Vytautas-Magnus-Universität und des Zoomuseums in Kaunas.

## Biografie
Nach dem Gymnasium in Warschau bis 1901 besuchte er das 1. Gymnasium in Sankt Petersburg, wo er auch ab 1903 die Universität besuchte. Hier traf er litauische Studenten und lernte die litauische Sprache.
Von 1905 bis 1909 besuchte Ivanauskas die Naturgeschichtliche Fakultät der Sorbonne und graduierte im Jahr 1909. Seit 1904 war er Mitglied der litauischen Vereinigung Lituania. Mit dem patriotischen Aktivisten Michał Römer gab er 1905 in Paris Vorlesungen über Litauen.
Danach besuchte er noch einmal bis 1910 die  Universität in Sankt Petersburg, da ausländische Diplome in Russland damals nicht anerkannt wurden. Hier wurde er Vorsitzender der litauischen Studentenvereinigung.
Ab 1910 präparierte er im Laboratorium Zootom botanische und zoologische Ausstellungsstücke. 1914 und 1917 nahm er an Expeditionen in den Norden Russlands und nach Norwegen teil. 1918 kehrte er mit seiner Ehefrau Honorata nach Litauen zurück und gründete eine litauische Schule.
1920 wurde er Berater am Landwirtschaftsministerium Litauens in Kaunas und organisierte Vorlesungen, die später zur Gründung der dortigen Universität führten. 1923 eröffnete er mit Konstantinas Regelis den Botanischen Garten in Kaunas.
Von 1922 bis 1956 war er Professor der Litauischen Universität in Kaunas. Außerdem hielt er bis 1970 Vorlesungen am Medizinischen Institut Kaunas.
Neben anderen Verdiensten wurde er als Gründer einer der ersten Vogelwarten Europas im Jahr 1929 am Windenburger Eck bekannt. Er gründete auch den Zoologischen Garten in Kaunas 1938. Er veröffentlichte 37 Bücher und Broschüren, am bekanntesten davon wurde das Buch Die Vögel Litauens.